# سالوادور گینل
سالوادور گینل (انگلیسی: Salvador Ginel؛ زادهٔ ۱ آوریل ۱۹۳۸) بازیکن فوتبال اهل آرژانتین است.